# Majo no Takkyūbin
Majo no Takkyūbin (魔女の宅急便; lit. El servicio de correos de la bruja; conocida en Hispanoamérica como Kiki: Entregas a domicilio y en España como Nicky, la aprendiz de bruja)  es una película de animación japonesa producida por Studio Ghibli, escrita y dirigida por Hayao Miyazaki. La historia se encuentra basada en la novela infantil homónima de Eiko Kadono. Es la quinta producción del estudio. En esta obra, Miyazaki muestra la transición que una niña llamada Kiki vive de la infancia a la vida adulta.

## Argumento
Según la tradición de las brujas, cuando estas cumplen los trece años deben abandonar la casa de sus padres y buscar una ciudad donde sus servicios sean requeridos, y quedarse allí durante un año. De esta manera, Kiki comenzará el camino que la llevará a convertirse definitivamente en bruja. Este viaje lo realiza junto a su amigo Jiji, un gato negro muy simpático, y montada en su escoba voladora. Su viaje inicial la llevará a instalarse en una ciudad marítima donde comenzará a conocer el mundo y a conocerse a sí misma. Durante su viaje conocerá a grandes amigos, como Tombo u Osono.

## Voces
| Personaje                     | Seiyū               | Actores de voz (Primer doblaje) | Actores de voz (Segundo doblaje) | Actores de voz (Tercer doblaje) | Actores de voz (Primer doblaje) | Actores de voz (Segundo doblaje) |
| ----------------------------- | ------------------- | ------------------------------- | -------------------------------- | ------------------------------- | ------------------------------- | -------------------------------- |
| Kiki                          | Minami Takayama     | Cristina Hernández              | Betzabé Jara                     | Nycolle González                | Cristina Yuste                  | Belén Rodríguez                  |
| Tombo                         | Kappei Yamaguchi    | Enzo Fortuny                    | Luis Fernando Orozco             | Emilio Treviño                  | Nacho Aldeguer                  | Carlos Bautista                  |
| Jiji                          | Rei Sakuma          | Mario Filio                     | Juan Alfonso Carralero           | Ana Lobo                        | Iñaki Crespo                    | Elena Palacios                   |
| Osono                         | Keiko Toda          | Pilar Escandón                  | Ishtar Sáenz                     | Kerygma Flores                  | Laura Palacios                  | María del Mar Jorcano            |
| Kokiri                        | Mieko Nobusawa      | Katalina Múzquiz                | Ruth Toscano                     | Dafne Gallardo                  | Carolina Montijano              | María José Castro                |
| Okino                         | Koichi Miura        | Enrique Mederos                 | Rodrigo Carralero                | Miguel Ángel Ruiz               | Antonio Villar                  | Eduardo Bosch                    |
| Úrsula                        | Minami Takayama     | María Fernanda Morales          | Yedir Silva                      | Erika Ugalde                    | Yolanda Mateos                  | Inmaculada Gallego               |
| Madame                        | Haruko Kato         | Ángela Villanueva               | Yolanda Vidal                    | Magda Giner                     | Lola Cervantes                  | Pilar Gentil                     |
| Barsa                         | Hiroko Seki         | Guadalupe Noel                  | Love Santini                     | Olga Hnidey                     | Matilde Conesa                  | María Romero                     |
| Anciano de la torre del reloj | Tomomichi Nishimura | César Arias                     | Paco Mauri                       | Jesse Conde                     | Ramón Repáraz                   | Fernando Hernández               |
| Bruja                         | Yuko Kobayashi      | Elsa Covián                     | Yedir Silva                      | Cynthia Chong                   | María del Mar Jorcano           | Milagros Fernández               |

## Distribución
Majo no takkyūbin tuvo una gran acogida por parte del público en Japón en su estreno en julio de 1989, alcanzando un total de ¥2.170.000.000 ($18.172.849,38). La película se convirtió en una de las más taquilleras en Japón en el año 1989. Fue un auténtico éxito para el estudio, que dos años atrás había hecho la titánica propuesta de estrenar dos películas a la vez, Mi vecino Totoro y La tumba de las luciérnagas, con un éxito muy justo debido al fuerte contraste entre ambas.
Majo no takkyūbin fue la primera película de Studio Ghibli en ser conocida internacionalmente, ya que fue la primera película en ser distribuida por la compañía Disney. En Estados Unidos fue estrenada, de manera limitada, en cines en mayo de 1998. Después, estuvo entre las películas más rentadas durante su primera semana en alquiler. La película tuvo varios cambios de doblaje para hacerla "más atractiva" al público occidental. Los cambios fueron aprobados por el Studio Ghibli, puesto que no afectaban la trama ni el mensaje de la película. En el año 2010, la película fue relanzada en DVD y blu-ray con motivo del lanzamiento de Gake no ue no Ponyo. Los cambios de doblaje que se hicieron al ser editada por primera vez fueron, la mayor parte, eliminados.
En Israel se estrenó en televisión en agosto de 2001, siendo el segundo país internacional donde se estrenaba. En Iberoamérica se estrenó entre abril y junio del 2003, primero en México y después en Argentina. En México fue relanzada en DVD en septiembre de 2010 por la distribuidora Zima Entertainment con un nuevo doblaje.
En España, la película salió en VHS en 1999 y en DVD a finales del año 2003 y fue reestrenada en DVD en el año 2010 con un doblaje nuevo. En países francófonos como Francia y Suiza la película se estrenó en marzo y abril del 2004, respectivamente. En Alemania y el Reino Unido, se estrenó en DVD durante el último trimestre del año 2005; mientras que en Dinamarca, Suecia, Noruega y Corea del Sur, la película se estrenó a finales del año 2007.